# Kajak-kenu a 2013-as nyári universiadén
A 2013. évi nyári universiadén kajak-kenuban – a Nemzetközi Kajak-kenu Szövetség (ICF – International Canoe Federation) aktuális (angol nyelvű) versenyszabályzata alapján – a férfiaknál 18, míg a nőknél 6 versenyszámban osztottak érmeket az oroszországi Kazanyban. A versenyeket 2013. július 13. és 15. között rendezték az Evezős Központban (Rowing Center).
Kiss Tamás a kenu egyesek 1000 méteres számában verhetetlennek bizonyult, míg a Petrovics Máté, Császár Gergely kajakos duó és a Tóth Attila Tas, Schenk Áron, Kovács László, Császár Gergely összeállítású kajaknégyes egyaránt bronzérmes lett, ugyancsak egy kilométeren.

## A versenyszámok időrendje
A kajak-kenu versenyek hivatalosan 3 versenynapból állnak. A verseny eseményei helyi idő szerint (GMT +03:00):
| - 2013. július 13., szombat - 10:00-12:00 – selejtezők • férfi K-1, K-2, K-4 1000 m • férfi C-1, C-2, C-4 1000 m - 12:30-13:50 – selejtezők • férfi K-1, K-2, K-4 200 m • férfi C-1, C-2, C-4 200 m • női K-1, K-2, K-4 200 m - 15:00-16:10 – elődöntők • férfi K-1, K-2, K-4 1000 m • férfi C-1, C-2, C-4 1000 m - 16:30-18:30 – selejtezők • férfi K-1, K-2, K-4 500 m • férfi C-1, C-2, C-4 500 m • női K-1, K-2, K-4 500 m | - 2013. július 14., vasárnap - 10:00-11:30 – A-döntők • férfi K-1, K-2, K-4 1000 m • férfi C-1, C-2, C-4 1000 m - 15:00-16:25 – elődöntők • férfi K-1, K-2, K-4 200 m • férfi C-1, C-2, C-4 200 m • női K-1, K-2, K-4 200 m - 16:30-18:00 – elődöntők • férfi K-1, K-2, K-4 500 m • férfi C-1, C-2, C-4 500 m • női K-1, K-2, K-4 500 m | - 2013. július 15., hétfő - 10:00-11:50 – A-döntők • férfi K-1, K-2, K-4 200 m • férfi C-1, C-2, C-4 200 m • női K-1, K-2, K-4 200 m - 15:00-16:48 – A-döntők • férfi K-1, K-2, K-4 500 m • férfi C-1, C-2, C-4 500 m • női K-1, K-2, K-4 500 m |

## A versenyen részt vevő nemzetek
A viadalon 29 nemzet 261 sportolója – 194 férfi és 67 nő – vett részt, az alábbi megbontásban:
| Részt vevő nemzetek férfi / nő megbontásban | Részt vevő nemzetek férfi / nő megbontásban | Részt vevő nemzetek férfi / nő megbontásban | Részt vevő nemzetek férfi / nő megbontásban | Részt vevő nemzetek férfi / nő megbontásban | Részt vevő nemzetek férfi / nő megbontásban | Részt vevő nemzetek férfi / nő megbontásban | Részt vevő nemzetek férfi / nő megbontásban | Részt vevő nemzetek férfi / nő megbontásban |
| ------------------------------------------- | ------------------------------------------- | ------------------------------------------- | ------------------------------------------- | ------------------------------------------- | ------------------------------------------- | ------------------------------------------- | ------------------------------------------- | ------------------------------------------- |
| nemzet                                      | F                                           | N                                           | nemzet                                      | F                                           | N                                           | nemzet                                      | F                                           | N                                           |
| Ausztrália                                  | 4                                           | 4                                           | Kirgizisztán                                | 6                                           | 0                                           | Portugália                                  | 2                                           | 1                                           |
| Brazília                                    | 7                                           | 2                                           | Lengyelország                               | 20                                          | 7                                           | Szingapúr                                   | 4                                           | 2                                           |
| Ciprus                                      | 1                                           | 0                                           | Lettország                                  | 3                                           | 0                                           | Spanyolország                               | 0                                           | 4                                           |
| Csehország                                  | 11                                          | 5                                           | Litvánia                                    | 7                                           | 1                                           | Szerbia                                     | 1                                           | 3                                           |
| Dél-afrikai Köztársaság                     | 3                                           | 0                                           | Magyarország                                | 15                                          | 4                                           | Szlovákia                                   | 3                                           | 0                                           |
| Dél-Korea                                   | 5                                           | 1                                           | Mexikó                                      | 3                                           | 3                                           | Szlovénia                                   | 4                                           | 0                                           |
| Fehéroroszország                            | 17                                          | 6                                           | Moldova                                     | 3                                           | 0                                           | Tádzsikisztán                               | 3                                           | 0                                           |
| Finnország                                  | 0                                           | 1                                           | Németország                                 | 1                                           | 0                                           | Ukrajna                                     | 13                                          | 7                                           |
| Japán                                       | 4                                           | 2                                           | Olaszország                                 | 8                                           | 4                                           | Üzbegisztán                                 | 6                                           | 0                                           |
| Kazahsztán                                  | 10                                          | 1                                           | Oroszország                                 | 30                                          | 9                                           |                                             |                                             |                                             |

F = férfi, N = nő

## Eredmények

### Éremtáblázat
| #        | nemzet           | arany | ezüst | bronz | összesen |
| 1        | Oroszország      | 10    | 6     | 5     | 21       |
| 2        | Fehéroroszország | 6     | 4     | 4     | 14       |
| 3        | Litvánia         | 3     | 0     | 0     | 3        |
| 4        | Portugália       | 2     | 0     | 0     | 2        |
| 5        | Lengyelország    | 1     | 3     | 8     | 12       |
| 6        | Ukrajna          | 1     | 2     | 0     | 3        |
| 7        | Magyarország     | 1     | 0     | 2     | 3        |
| 8        | Csehország       | 0     | 3     | 1     | 4        |
| 9        | Kazahsztán       | 0     | 2     | 0     | 2        |
| 10       | Szerbia          | 0     | 1     | 3     | 4        |
| 11       | Németország      | 0     | 1     | 0     | 1        |
| 11       | Olaszország      | 0     | 1     | 0     | 1        |
| 11       | Szlovákia        | 0     | 1     | 0     | 1        |
| 14       | Spanyolország    | 0     | 0     | 1     | 1        |
| 14       | Üzbegisztán      | 0     | 0     | 1     | 1        |
| összesen | összesen         | 24    | 24    | 25    | 73       |

### Éremszerzők
| versenyszám | arany                                                                                          | ezüst                                                                                          | bronz                                                                                                 |
| férfiak     |                                                                                                |                                                                                                | |
| C-1 200 m   | Jevgenij Shuklin                                                                               | Andrej Krajtor                                                                                 | Artsem Kozyr                                                                                          |
| C-1 500 m   | Jevgenij Shuklin                                                                               | Sergey Yemelyanov                                                                              | Andrei Bahdanovich                                                                                    |
| C-1 1000 m  | Kiss Tamás                                                                                     | Sergey Yemelyanov                                                                              | Ilja Stokalov                                                                                         |
| C-2 200 m   | Oroszország · Viktor Melantyev · Ivan Stil                                                     | Csehország · Jaroslav Radoň · Filip Dvořák                                                     | Fehéroroszország · Hleb Saladukha · Dzianis Makhlai                                                   |
| C-2 500 m   | Oroszország · Viktor Melantyev · Ivan Stil                                                     | Csehország · Jaroslav Radoň · Filip Dvořák                                                     | Lengyelország · Tomasz Kaczor · Vincent Slominski                                                     |
| C-2 1000 m  | Oroszország · Viktor Melantyev · Ilja Pervuhin                                                 | Csehország · Jaroslav Radoň · Filip Dvořák                                                     | Lengyelország · Tomasz Kaczor · Vincent Slominski                                                     |
| C-4 200 m   | Oroszország · Kirill Samsurin · Andrej Krajtor · Alekszandr Kovalenko · Nyikolaj Lipkin        | Fehéroroszország · Siarhei Pryvolkin · Dzianis Reut · Andrei Bahdanovich · Dzmitry Pivavar     | Csehország · Vojtech Ruso · Dan Drahokoupil · Tomáš Janda · Radek Miskovsky                           |
| C-4 500 m   | Oroszország · Kirill Samsurin · Mihail Pavlov · Pavel Petrov · Alekszej Bovgyurec              | Ukrajna · Vitaliy Verheles · Denys Kamerylov · Dmytro Ianchuk · Eduard Shemetylo               | Üzbegisztán · Ildar Kayumov · Mirziyodjon Khojiev · Dilshod Yuldashov · Muradjon Azmetov              |
| C-4 1000 m  | Ukrajna · Vitaliy Verheles · Denys Kamerylov · Dmytro Ianchuk · Eduard Shemetylo               | Oroszország · Kirill Samsurin · Raszul Ismuhamedov · Pavel Petrov · Vlagyimir Fedoszenko       | Lengyelország · Piotr Kuleta · Michal Kudla · Mateusz Kamiński · Patryk Skol                          |
|             |                                                                                                |                                                                                                | |
| K-1 200 m   | Ignas Navakauskas                                                                              | Manfredi Rizza                                                                                 | Oleg Haritonov                                                                                        |
| K-1 500 m   | Fernando Pimenta                                                                               | Martin Schubert                                                                                | Viktor Andrjuskin                                                                                     |
| K-1 1000 m  | Fernando Pimenta                                                                               | Aleh Yurenia                                                                                   | Rafal Rosolski                                                                                        |
| K-2 200 m   | Oroszország · Jurij Posztrigaj · Alekszandr Gyjacsenko                                         | Szlovákia · Miroslav Zaťko · Ľubomír Beňo                                                      | Lengyelország · Sebastian Szypula · Dawid Putto                                                       |
| K-2 500 m   | Fehéroroszország · Dzianis Zhyhadia · Vitaliy Bialko                                           | Lengyelország · Pawel Szandrach · Mariusz Kujawski                                             | Oroszország · Jevgenyij Lukancov · Dimitrij Gudimov                                                   |
| K-2 1000 m  | Lengyelország · Pawel Szandrach · Mariusz Kujawski                                             | Oroszország · Vitalij Jurcsenko · Vaszilij Pogreban                                            | Magyarország · Petrovics Máté · Császár Gergely                                                       |
| K-4 200 m   | Oroszország · Kirill Ljapunov · Alekszandr Nyikolajev · Artyom Kononjuk · Oleg Haritonov       | Ukrajna · Ievgen Karabuta · Maksym Bilchenko · Oleksandr Senkevych · Igor Trunov               | Lengyelország · Sebastian Szypula · Denis Ambroziak · Bartosz Stabno · Dawid Putto                    |
| K-4 500 m   | Oroszország · Kirill Ljapunov · Alekszandr Szergejev · Viktor Andrjuskin · Oleg Zseszkov       | Fehéroroszország · Pavel Miadzvedzeu · Dzianis Zhyhadia · Artur Litvinchuk · Vitaliy Bialko    | Lengyelország · Pawel Szandrach · Mariusz Kujawski · Sebastian Szypula · Dawid Putto                  |
| K-4 1000 m  | Oroszország · Oleg Zseszkov · Makszim Szpeszivcev · Alekszej Vosztrikov · Nyikolaj Cservov     | Lengyelország · Pawel Florczak · Rafal Rosolski · Martin Brzezinski · Bartosz Stabno           | Fehéroroszország · Pavel Miadzvedzeu · Ivan Tsuranau · Aleh Yurenia · Artur Litvinchuk                |
| K-4 1000 m  | Oroszország · Oleg Zseszkov · Makszim Szpeszivcev · Alekszej Vosztrikov · Nyikolaj Cservov     | Lengyelország · Pawel Florczak · Rafal Rosolski · Martin Brzezinski · Bartosz Stabno           | Magyarország · Tóth Attila Tas · Schenk Áron · Kovács László · Császár Gergely                        |
| nők         |                                                                                                |                                                                                                | |
| K-1 200 m   | Natalja Podolszkaja                                                                            | Marharyta Tsishkevich                                                                          | Nikolina Moldovan                                                                                     |
| K-1 500 m   | Maryna Litvinchuk                                                                              | Edyta Dzieniszewska                                                                            | Milica Starović                                                                                       |
| K-2 200 m   | Fehéroroszország · Volha Khudzenka · Maryna Litvinchuk                                         | Szerbia · Nikolina Moldovan · Olivera Moldovan                                                 | Oroszország · Natalja Proszkurina · Anasztaszija Lavrova                                              |
| K-2 500 m   | Fehéroroszország · Aleksandra Grishina · Marharyta Tsishkevich                                 | Oroszország · Natalja Lobova · Anasztaszija Lavrova                                            | Szerbia · Nikolina Moldovan · Olivera Moldovan                                                        |
| K-4 200 m   | Fehéroroszország · Marharyta Tsishkevich · Nadzeya Papok · Volha Khudzenka · Maryna Litvinchuk | Oroszország · Natalja Podolszkaja · Vera Szobetova · Anasztaszija Szergejeva · Natalja Lobova  | Spanyolország · Ainara Portela · Laura Pedruelo · María Corbera · Begona Lazcano                      |
| K-4 500 m   | Fehéroroszország · Sofiya Yurchanka · Nadzeya Papok · Volha Khudzenka · Maryna Litvinchuk      | Oroszország · Natalja Proszkurina · Inga Gurzsej · Szvetlana Cseringovszkaja · Jelena Anjusina | Lengyelország · Agnieszka Kowalczyk · Ewelina Wojnarowska · Edyta Dzieniszewska · Magdalena Krukowska |